# هيرشل جونسون (سياسي)
هيرشل جونسون (بالإنجليزية: Herschel Vespasian Johnson)‏ (و. 1812 – 1880 م) هو سياسي، وقاضي، ومحامي أمريكي، ولد في مقاطعة بورك، كان عضوًا في الحزب الديمقراطي، توفي في لويزفيل، عن عمر يناهز 68 عاماً.

## مناصب
تولى منصب عضو مجلس الشيوخ الأمريكي ‏
- حاكم جورجيا  [لغات أخرى]‏

.

## التعليم
تعلم في جامعة جورجيا
.